# FK Karlskrona
FK Karlskrona är en fotbollsklubb i Karlskrona som bildades 2012 genom sammanslagning av Lyckeby GoIF och Karlskrona AIF. Föreningen har cirka 1700 medlemmar och drygt 800 aktiva ungdomar fördelade på cirka 60 lag. År 2016 nådde man sin största framgång på seniorsidan genom att vinna Division 2 Södra Götaland, och därmed avancera till Division 1 Södra. FK Karlskrona har även ett juniorlag, Karlskrona UF. Juniorlaget tog sig upp från division 4 och kommer därmed spela i division 3 under säsongen 2018.

## Spelartruppen
| Nr | Land    | Pos | Namn              |
| -- | ------- | --- | ----------------- |
| 1  | Sverige | MV  | Hjalmar Forell    |
| 5  | Sverige | F   | Jacob Gillén      |
| 6  | Sverige | MF  | Oliwer Waltersson |
| 7  | Sverige | MF  | William Hallgren  |
| 8  | Sverige | MF  | Andreas Blomqvist |
| 9  | Sverige | A   | Martin Andersson  |
| 10 | Sverige | A   | Hugo Lundqvist    |
| 11 | Sverige | MF  | Hampus Holgersson |
| 14 | Sverige | F   | Alvin Åberg       |
| 16 | Sverige | MF  | Shahin Feizi      |
| 17 | Sverige | MF  | Adam Larsson      |

| Nr | Land    | Pos | Namn             |
| -- | ------- | --- | ---------------- |
| 19 | Sverige | MF  | Malte Svensson   |
| 20 | Sverige | F   | Charles Carlbäck |
| 22 | Sverige | MF  | Simon Ekblad     |
| 23 | Sverige | MF  | Simon Hansson    |
| 30 | Sverige | MV  | Philip Olsson    |
| 35 | Sverige | MV  | Calle Carnegård  |
| 45 | Sverige | A   | Nour Alkatah     |
| 64 | Sverige | F   | Pontus Jonsson   |
| 69 | Sverige | MF  | Oliver Nielsen   |
| 77 | Sverige | F   | Kevin Carlsson   |

## Tabellplaceringar
| Säsong | Nivå   | Division   | Sektion        | Placering | Upp- eller nedflyttning                     |
| ------ | ------ | ---------- | -------------- | --------- | ------------------------------------------- |
| 2013   | Nivå 4 | Division 2 | Södra Götaland | 11        | Kvalspel för nedflyttning - Ej nedflyttning |
| 2014   | Nivå 4 | Division 2 | Östra Götaland | 3         |                                             |
| 2015   | Nivå 4 | Division 2 | Södra Götaland | 2         |                                             |
| 2016   | Nivå 4 | Division 2 | Södra Götaland | 1         | Uppflyttning                                |
| 2017   | Nivå 3 | Division 1 | Södra          | 6         |                                             |
| 2018   | Nivå 3 | Division 1 | Södra          | 13        | Kvalspel för nedflyttning - Nedflyttat      |
| 2019   | Nivå 4 | Division 2 | Östra Götaland | 1         | Uppflyttning                                |
| 2020   | Nivå 3 | Division 1 | Södra          |           |                                             |

### Fotnoter
1. ↑  ”Om samgåendet: "Det är ren och skär chock"”. Sveriges radio. 8 februari 2012. http://sverigesradio.se/sida/artikel.aspx?programid=105&artikel=4952613. Läst 5 januari 2017.
2. ↑  ”Truppen 2017”. FK Karlskrona. Arkiverad från originalet den 19 april 2017. https://web.archive.org/web/20170419003236/http://www.fkkarlskrona.com/spelartruppen-2017. Läst 18 april 2017.
3. ↑  ”FK Karlskrona”. Fotbolltransfers.com. http://www.fotbolltransfers.com/site/club/314. Läst 18 april 2017.
4. ↑  ”Kontaktuppgifter och tävlingar 2019 - FK Karlskrona”. Svenskfotboll.se. Arkiverad från originalet den 19 januari 2019. https://web.archive.org/web/20190119174338/https://www2.svenskfotboll.se/cuper-och-serier/information/?feid=9695. Läst 18 januari 2020.